# Paraná (delstat)
 For alternative betydninger, se Paraná (flertydig). (Se også artikler, som begynder med Paraná)
Paraná (PR) er en brasiliansk delstat, placeret i den sydligste del af landet
i regionen Sul ud til Atlanterhavet. Hovedstaden hedder Curitiba og delstaten grænser op til
São Paulo, Santa Catarina, Mato Grosso do Sul og nabolandene Argentina og Paraguay.
- Wikimedia Commons har flere filer relateret til Paraná (delstat)

24°40′S 51°37′V / 24.67°S 51.62°V